# Glentoran Football Club (femminile)
Il Glentoran Football Club, citato come Glentoran Women o  Glentoran,  è una squadra di calcio femminile nordirlandese, sezione femminile dell'omonimo club con sede nella capitale Belfast.
Milita in Women's Premiership, il massimo livello del campionato nordirlandese femminile di calcio. 
Con la sua precedente denominazione, Glentoran Belfast United Ladies Football Club, ha conquistato sette titoli di Campione dell'Irlanda del Nord ai quali si aggiungono otto Coppe, l'ultima vinta nell'edizione 2019.

## Storia
L'originario nucleo della squadra femminile, che ha le sue radici nell'area East/South di Belfast, venne formato da un gruppo di dipendenti del Probation Board for Northern Ireland (PBNI) nel 1987.
Dopo anni di militanza nei livelli inferiori del campionato nordirlandese, nel 1995 conquistò la promozione alla Division 2, secondo livello del campionato nordirlandese femminile di calcio gestito dalla Northern Ireland Women's Football Association (NIWFA), iscrivendosi al campionato successivo con la nuova denominazione Glentoran Belfast United. In seguito le prestazioni della squadra crebbero fino ad arrivare al vertice del campionato nazionale di categoria, la Division 1, poi ridenominata Women's Premier League.
Nel 2004 il club, pur rimanendone un'entità separata, si affiliò al Glentoran maschile, acquisendone colori sociali e tenute di gioco così da essere percepito come la sua sezione di calcio femminile. In quello stesso anno conquistò il suo primo titolo di Campione dell'Irlanda del Nord.
Dopo aver concesso al Newtownabbey Strikers il titolo nel 2005, tra il 2006 e il 2008 la squadra vinse tre campionati consecutivi diventando la squadra femminile più titolata e ottenendo, grazie a questi risultati, l'accesso al torneo UEFA per club, allora ancora denominato UEFA Women's Cup, nell'edizione 2005-2006.
Negli anni seguenti si alternò al comando dell'albo d'oro della competizione più volte con il Crusaders Strikers (già Newtownabbey Strikers), per assestarsi in testa alla classifica con il 7º titolo conquistato nel 2014.
Dopo aver lasciato il titolo al Newry City nel 2015, ultimo anno del campionato di Women's Premier League, e i quattro successivi al Linfield Ladies nel ribrandizzato Women's Premiership, il Glentoran mette al sicuro il primato assicurandosi i campionati 2020 e 2021.

## Palmarès
- Campionato nordirlandese: 10

2004, 2006, 2007, 2008, 2011, 2013, 2014, 2020, 2021, 2023
- Coppa dell'Irlanda del Nord femminile: 11

2006, 2007, 2008, 2009, 2010, 2012, 2018, 2019, 2021, 2022, 2023

## Risultati nelle competizioni UEFA
| Stagione | Competizione     | Fase                       | Avversario           | Risultato | Risultato | Risultato |
| Stagione | Competizione     | Fase                       | Avversario           | andata    | ritorno   | aggregato |
| -------- | ---------------- | -------------------------- | -------------------- | --------- | --------- | --------- |
| 2005-06  | UEFA Women's Cup | fase a gironi, primo turno | Montpellier          | 0-8       | 0-8       | 0-8       |
| 2005-06  | UEFA Women's Cup |                            | 1º de Dezembro       | 0-7       | 0-7       | 0-7       |
| 2005-06  | UEFA Women's Cup |                            | Cardiff City Ladies  | 0-3       | 0-3       | 0-3       |
| 2007-08  | UEFA Women's Cup | fase a gironi, primo turno | Zuchwil              | 1-5       | 1-5       | 1-5       |
| 2007-08  | UEFA Women's Cup |                            | Everton              | 0-11      | 0-11      | 0-11      |
| 2007-08  | UEFA Women's Cup |                            | Gintra Universitetas | 1–2       | 1–2       | 1–2       |
| 2008-09  | UEFA Women's Cup | fase a gironi, primo turno | Clujana              | 0-6       | 0-6       | 0-6       |
| 2008-09  | UEFA Women's Cup |                            | Alma                 | 0-8       | 0-8       | 0-8       |
| 2008-09  | UEFA Women's Cup |                            | Osijek               | 1–1       | 1–1       | 1–1       |
| 2009-10  | Champions League | gironi di qualificazione   | Clujana              | 0-1       | 0-1       | 0-1       |
| 2009-10  | Champions League |                            | Linköping            | 0-3       | 0-3       | 0-3       |
| 2009-10  | Champions League |                            | Roma Calfa           | 2-0       | 2-0       | 2-0       |
| 2012-13  | Champions League | gironi di qualificazione   | 1º de Dezembro       | 0-4       | 0-4       | 0-4       |
| 2012-13  | Champions League |                            | Olimpia Cluj         | 2-4       | 2-4       | 2-4       |
| 2012-13  | Champions League |                            | Birkirkara           | 3-1       | 3-1       | 3-1       |
| 2014-15  | Champions League | gironi di qualificazione   | Žytlobud-1 Charkiv   | 0-5       | 0-5       | 0-5       |
| 2014-15  | Champions League |                            | Glasgow City         | 0-1       | 0-1       | 0-1       |
| 2014-15  | Champions League |                            | Nové Zámky           | 5-2       | 5-2       | 5-2       |

## Organico

### Rosa 2021
Rosa, ruoli e numeri di maglia estratti dal sito ufficiale.
| N. |                             | Ruolo | Calciatrice       |
| -- | --------------------------- | ----- | ----------------- |
| 1  | Irlanda del Nord (bandiera) | P     | Ashleigh McKinnon |
| 2  | Irlanda del Nord (bandiera) | C     | Annie Timoney     |
| 3  | Irlanda del Nord (bandiera) | D     | Jessica Foy       |
| 4  | Irlanda del Nord (bandiera) | C     | Emma McMaster     |
| 5  | Irlanda del Nord (bandiera) | D     | AimeeLee Peachy   |
| 6  | Irlanda del Nord (bandiera) | C     | Nadene Caldwell   |
| 7  | Irlanda del Nord (bandiera) | C     | Makyla Mulholland |
| 9  | Irlanda del Nord (bandiera) | A     | Rachel Rogan      |
| 10 | Irlanda del Nord (bandiera) | C     | Ali McMaster      |
| 14 | Irlanda del Nord (bandiera) | C     | Jenna McKearney   |
| 15 | Irlanda del Nord (bandiera) | C     | Samantha Kelly    |

| N. |                             | Ruolo | Calciatrice      |
| -- | --------------------------- | ----- | ---------------- |
| 17 | Irlanda del Nord (bandiera) | C     | Joely Andrews    |
| 18 | Irlanda del Nord (bandiera) | C     | Danielle Maxwell |
| 19 | Irlanda del Nord (bandiera) | A     | Kerry Beattie    |
| 21 | Irlanda del Nord (bandiera) | C     | Kelly Bailie     |
| 22 | Irlanda del Nord (bandiera) | D     | Cara Mervyn      |
| 24 | Irlanda del Nord (bandiera) | D     | Lauren Wade      |
| 26 | Irlanda del Nord (bandiera) | C     | Caragh Hamilton  |
| 27 | Irlanda del Nord (bandiera) | C     | Shannon Dunne    |
| 28 | Irlanda del Nord (bandiera) | C     | Casey Howe       |
| 29 | Irlanda del Nord (bandiera) | P     | Emma Higgins     |
| 97 | Irlanda del Nord (bandiera) | C     | Chloe McCarron   |

### Rosa 2014
| N. |                             | Ruolo | Calciatrice       |
| -- | --------------------------- | ----- | ----------------- |
| 1  | Irlanda del Nord (bandiera) | P     | Ashleigh McKinnon |
| 2  | Irlanda del Nord (bandiera) | D     | Claire Rea        |
| 3  | Irlanda del Nord (bandiera) | A     | Jessica Foy       |
| 4  | Irlanda del Nord (bandiera) | C     | Lisa Downey       |
| 5  | Irlanda del Nord (bandiera) | D     | Kelly Bailie      |
| 6  | Irlanda del Nord (bandiera) | C     | Demi Vance        |
| 7  | Irlanda del Nord (bandiera) | C     | Nadene Caldwell   |
| 8  | Irlanda del Nord (bandiera) | C     | Gail Macklin      |
| 9  | Irlanda del Nord (bandiera) | C     | Annie Timoney     |
| 10 | Irlanda del Nord (bandiera) | C     | Lauren Wade       |

| N. |                             | Ruolo | Calciatrice           |
| -- | --------------------------- | ----- | --------------------- |
| 11 | Irlanda del Nord (bandiera) | A     | Eimhear O'Prey        |
| 12 | Irlanda del Nord (bandiera) | C     | Colleen Louise Hinton |
| 14 | Irlanda del Nord (bandiera) | D     | Sonia Ferguson        |
| 15 | Irlanda del Nord (bandiera) | C     | Sarah Gamble          |
| 16 | Irlanda del Nord (bandiera) | A     | Katrina Montgomery    |
| 17 | Irlanda del Nord (bandiera) | D     | Suzanne Baxter        |
| 18 | Irlanda del Nord (bandiera) | C     | Alison Margaret Lowey |
| 19 | Irlanda del Nord (bandiera) | P     | Jacqueline McCutheon  |
| 20 | Irlanda del Nord (bandiera) | D     | Catherine Sheridan    |